# Srđan Vukadinović
Srđan Vukadinović (kyrillisch Срђан Вукадиновић; * 29. Mai 1956 in Titograd (heute Podgorica), Jugoslawien) ist ein montenegrinischer Kunstsoziologe und Theaterwissenschaftler.

## Leben
Nach dem Besuch eines Gymnasiums in Titograd schloss Vukadinović fünf Universitätsstudiengänge ab: Kulturmanagement an der Schauspielfakultät der Universität Belgrad, Politikwissenschaft an der Universität Sarajevo, Konservierung/Restaurierung an der Kulturwissenschaftlichen Fakultät der Universität Montenegro am Standort Cetinje, sowie Kunstpädagogik und Marxistische Philosophie an der Pädagogischen Fakultät der Universität Montenegro am Standort Nikšić. Zudem schloss er ein Studium an der Journalistenschule des Jugoslawischen Instituts für Journalismus (Jugoslovenski institut za novinarstvo) in Belgrad ab und belegte ein Aufbaustudium der Kulturgeschichte am Interuniversity Center in Dubrovnik. An der Universität Belgrad machte er 1993 einen Magisterabschluss in Politikwissenschaft und promovierte dort 1997 im Fach Soziologie mit einer Arbeit über Stratifikacija crnogorskog društva i kvalitet života krajem 80-ih godina XX vijeka (Die Soziale Schichtung der montenegrinischen Gesellschaft und die Lebensqualität in den späten 1980er Jahren). 2009 erfolgte eine zweite Promotion im Fach Theaterwissenschaft, an der Fakultät für Darstellende Kunst der Universität der Künste Belgrad, mit einer Arbeit über Savremeno nacionalno pozorište u drugoj polovini XX vijeka (Das zeitgenössische nationale Theater in der zweiten Hälfte des 20. Jahrhunderts).
Er war von 1987 bis 1989 Direktor des Festival jugoslovenskog animiranog filma (Festival des jugoslawischen Animationsfilms) in Titograd und von 1988 bis 1991 Direktor des Festival jugoslovenskog alternativnog teatra (Festival des jugoslawischen alternativen Theaters), ebenfalls in Titograd. Von 1991 bis 1992 war er ein Jahr lang Direktor des Montenegrinischen Nationaltheaters in Titograd.
1993/94 lebte er in Istanbul und war wissenschaftlicher Mitarbeiter der Boğaziçi Üniversitesi. Danach war er an der Universität Montenegro am Standort Nikšić als Dozent, ab 1997 als Assistenzprofessor für Soziologie tätig.
Er lehrt als ordentlicher Professor an der Schauspielakademie der Universität Tuzla.

## Veröffentlichungen (Auswahl)
- Organizacija nacionalnog teatra (Die Organisation des Montenegrinischen Nationaltheaters), 1995